# 3030 Deathwar
3030 Deathwar là tựa game mô phỏng chiến đấu và thương mại không gian được phát triển bởi Matt Griffiths và Mic Newsam của hãng Bird in Sky và phát hành vào năm 2007. Trò chơi được phát hành lại với sự cộng tác của Max Dohme bên hãng Crunchy Leaf Games với đồ hoạ được cập nhật và tái cân bằng lối chơi. Vào tháng 9 năm 2017 một phiên bản "Redux" của game đã được đưa lên Steam, lại một lần nữa hãng Crunchy Leaf Games với tư cách là nhà phát hành.
Tương tự như các game như Escape Velocity và Elite/Privateer, trò chơi có tính năng khám phá thế giới mở, các trạm nội trú và tàu vô chủ, NPC mà nhân vật chính có thể nói chuyện, và nhiều nhiệm vụ cả chính lẫn phụ.

## Cốt truyện
Game bắt đầu vào năm 3029, với nhân loại và một số chủng loài ngoài hành tinh thân thiện vừa mới sống sót sau đợt tấn công dữ dội của những cỗ máy nano huyền bí, chỉ được biết đến với cái tên "Cleaners". Những cỗ máy này đã làm cho các hành tinh trong thế giới này (Planets) hoàn toàn không thể ở được và buộc những người sống sót phải sống trên các tàu và các trạm phát tán khắp không gian. Người chơi vào vai John Falcon, một kẻ phiêu lưu không gian gian manh, chỉ muốn sống theo kiểu "xuôi chèo mát mái". Trong suốt quá trình chơi game, người chơi gia nhập Taoists, một tổ chức nhằm mục đích triệt tiêu Cleaners và khám phá ra âm mưu đằng sau chúng.

## Lối chơi
3030 Deathwar là một game dạng RPG Vũ trụ 2D thế giới mở. Trò chơi được thể hiện dưới  góc nhìn từ trên xuống và có sẵn một thế giới mở gồm các hệ sao trong vũ trụ, người chơi tự do lựa chọn muốn du hành bất cứ lúc nào và ở đâu. Một số hoạt động mà người chơi có thể tham gia bao gồm buôn bán, săn lùng cướp biển, tìm kiếm những con tàu vô chủ và lỗ sâu và thực hiện các nhiệm vụ khác nhau, từ việc phân phối hàng hóa cho đến chụp hình hành tinh.
Trong quá trình chơi game, một khi người chơi kiếm được đủ tiền thì có thể mua sắm các loại tàu mới đủ mọi kiểu dáng khác nhau như: trader, interceptor và allrounder. Sau đó, người chơi có thể trang bị vũ khí như súng và tên lửa và mua thêm các loại bộ phận máy móc nâng cấp khác nhau như scanner, tractor beam, shield, thruster, fuel scoop và afterburner.
Người chơi có thể cập bến tàu và đi dạo xung quanh theo một phong cách trực quan tương tự như các tựa game phiêu lưu của những năm 1990 như Indiana Jones and the Fate of Atlantis. Một số hành động làm được trong game là nói chuyện với các nhân vật trên trạm không gian, buôn bán, nâng cấp và thực hiện nhiệm vụ. Bên cạnh các nhiệm vụ phụ được tạo ra ngẫu nhiên cũng có một cốt truyện chính, chia thành 10 màn mà người chơi có thể trải nghiệm xuyên suốt hành trình trong game.

## Sản xuất
Trò chơi lúc đầu được phát triển và phát hành bởi Matt Griffiths và Mic Newsam của hãng Bird in Sky vào năm 2007. Trò chơi được phát triển để có thể mod và khả năng mở rộng và nhận được sự chú ý, với phần đánh giá khen ngợi tiềm năng của nó. Năm 2014 nhà phát triển game Max Dohme đã gia nhập cùng Matt Griffiths trong việc tạo bản phát hành cập nhật cho trò chơi. Họ đã hợp tác sau khi Max tạo ra được một số bản mod cho game và đã liên lạc với Matt về việc tạo ra một phiên bản cập nhật. Phiên bản mới đã được đưa ra vào ngày 15 tháng 10 năm 2014, với Crunchy Leaf Games đóng vai trò là nhà xuất bản cho bản phát hành lại này.

## Phiên bản Redux
Vào tháng 9 năm 2017, Crunchy Leaf Games và Bird in Sky đã phát hành Phiên bản Redux của 3030 Deathwar trên Steam. Phiên bản này cho bổ sung thêm một cuộc phiêu lưu mở rộng, các nhân vật phụ và nhiệm vụ phụ, chủng tộc mới, cải tiến đồ hoạ, cân bằng và thay đổi lối chơi, một màn hướng dẫn tao nhã và nhiều cải tiến nhỏ khác nữa.